# Cúp FA Thái Lan
Cúp FA Thái Lan (tiếng Anh: Thai FA Cup, tiếng Thái: ไทยเอฟเอคัพ), tên chính thức là Cúp Hiệp hội bóng đá Thái Lan, là giải đấu cúp bóng đá diễn ra thường niên tại Thái Lan. Nó được tổ chức từ khoảng thời gian 1980-2001 sau đó bị gián đoạn và được tổ chức trở lại vào năm 2009.
Trong mùa giải 2009 giải đấu tổ chức trở lại, tất cả các đội bóng thi đấu ở giải ngoại hạng Thái Lan và hạng nhất Thái Lan có xuất tham dự trực tiếp. Tất cả các đội bóng còn lại từ giải hạng nhì Thái Lan trở xuống và các đội bóng đến từ các trường đại học cao đẳng đã phải trải qua các vòng đấu sơ loại để chọn ra 16 đội đá với 16 đội của giải hạng nhất Thái Lan, các đội chiến thắng giành vé đi tiếp gặp 16 đội bóng đến từ giải ngoại hạng Thái Lan. Trận chung kết được tổ chức tại Sân vận động Quốc gia, đội vô địch giành được 1.000.000 baht Thái, đội á quân giành được số tiền bằng một nửa đội vô địch.

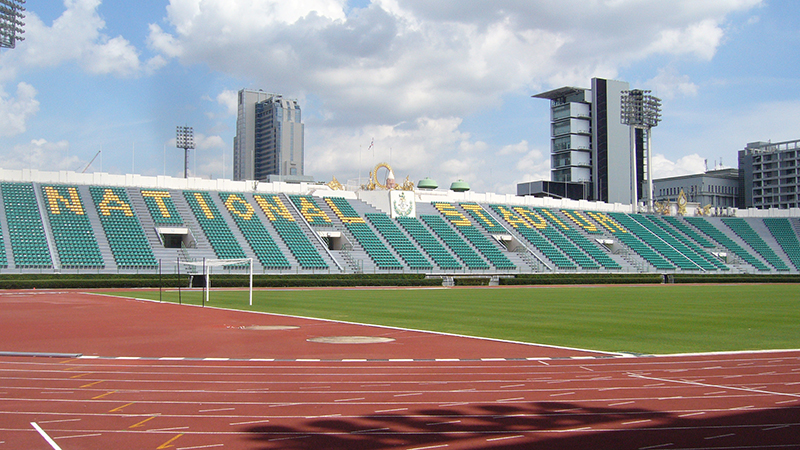
Trận chung kết năm 2009 được tổ chức tại Sân vận động Quốc gia.

## Kết quả
| Năm     | Vô địch | Tỉ số | Kết quả | Sân vận động |
| ------- | --- | --- | --- | --- |
| 1975    | Raj Pracha | | | |
| 1976    | Raj Pracha | | | |
| 1977-79 | Không tổ chức | | | |
| 1980    | Bangkok Bank | | | |
| 1981    | Bangkok Bank | | | |
| 1982-83 | Không tổ chức | | | |
| 1984    | Lopburi | 5-1 | Chanthaburi | |
| 1985    | Raj Pracha FC | 2-0 | Chaiyaphum | |
| 1986-91 | Không tổ chức | | | |
| 1992    | UCOM Raj Pracha | | | |
| 1993    | TOT | | | |
| 1994    | UCOM Raj Pracha | | | |
| 1995    | Royal Thai Air Force | | | |
| 1996    | Royal Thai Air Force | | | |
| 1997    | Sinthana | | | |
| 1998    | Bangkok Bank | | | |
| 1999    | Thai Farmers Bank | 2-1 | Osotsapa | |
| 2001    | Royal Thai Air Force | | | |
| 2002-08 | Không tổ chức | | | |
| 2009    | Thai Port | 1–1 (5–4 pens) | BEC Tero Sasana | Sân vận động Supachalasai                                                                                                  |
| 2010    | Chonburi | 2–1 | Muangthong United | Sân vận động Supachalasai                                                                                                  |
| 2011    | Buriram PEA | 1–0 | Muangthong United | Sân vận động Supachalasai                                                                                                  |
| 2012    | Buriram United | 2–1 | Army United | Sân vận động Supachalasai                                                                                                  |
| 2013    | Buriram United | 3–1 | Bangkok Glass | Sân vận động Supachalasai                                                                                                  |
| 2014    | Bangkok Glass | 1–0 | Chonburi | Sân vận động Supachalasai                                                                                                  |
| 2015    | Buriram United | 3–1 | Muangthong United | Sân vận động Supachalasai                                                                                                  |
| 2016    | Chainat Hornbill, Chonburi, Ratchaburi Mitr Phol và Sukhothai (đồng vô địch do giải bị hủy trước khi vòng bán kết diễn ra) | Chainat Hornbill, Chonburi, Ratchaburi Mitr Phol và Sukhothai (đồng vô địch do giải bị hủy trước khi vòng bán kết diễn ra) | Chainat Hornbill, Chonburi, Ratchaburi Mitr Phol và Sukhothai (đồng vô địch do giải bị hủy trước khi vòng bán kết diễn ra) | Chainat Hornbill, Chonburi, Ratchaburi Mitr Phol và Sukhothai (đồng vô địch do giải bị hủy trước khi vòng bán kết diễn ra) |
| 2017    | Chiangrai United | 4–2 | Bangkok United | Sân vận động Supachalasai                                                                                                  |
| 2018    | Chiangrai United | 3–2 | Buriram United | Sân vận động Supachalasai                                                                                                  |
| 2019    | Port | 1–0 | Ratchaburi Mitr Phol | Sân vận động Leo |
| 2020–21 | Chiangrai United | 1–1 (4–3 pens) | Chonburi | Sân vận động Thammasat |
| 2021–22 | Buriram United | 1–0 | Nakhon Ratchasima | Sân vận động Thammasat |
| 2022–23 | Buriram United | 2–0 | Bangkok United | Sân vận động Thammasat |
| 2023–24 | Bangkok United | 1–1 (4–1 pens) | Dragon Pathumwan Kanchanaburi                                                                                              | Sân vận động Ratchaburi |
| 2024–25 | Buriram United | 3–2 | Muangthong United | Sân vận động Thammasat |

## Thành tích các đội bóng
| Câu lạc bộ                             | Vô địch                                               |
| -------------------------------------- | ----------------------------------------------------- |
| Buriram United (1 lần tên Buriram PEA) | 7 (2011, 2012, 2013, 2015, 2021–22, 2022–23, 2024–25) |
| Raj Pracha                             | 5 (1975, 1976, 1985, 1992, 1994)                      |
| Bangkok Bank                           | 3 (1980, 1981, 1998)                                  |
| Royal Thai Air Force                   | 3 (1995, 1996, 2001)                                  |
| Port                                   | 3 (1982, 2009, 2019)                                  |
| Chiangrai United                       | 3 (2017, 2018, 2020–21)                               |
| Lopburi                                | 1 (1984)                                              |
| TOT                                    | 1 (1993)                                              |
| Chula United                           | 1 (1997)                                              |
| Thai Farmers Bank                      | 1 (1999)                                              |
| Thai Port                              | 1 (2009)                                              |
| Chonburi                               | 1 (2010)                                              |
| Bangkok Glass                          | 1 (2014)                                              |

## Điều lệ

### Thể thức
Giải đấu gồm các trận đấu loại trực tiếp gồm tất cả bảy vòng. Cho đến vòng tứ kết thì các trận đấu sau khi hòa ở hiệp chính sẽ đá luân lưu phân thắng bại. Từ vòng bán kết và trận chung kết sẽ thi đấu thêm các hiệp phụ.

### Lịch trình
| Vòng         | Số trận | Đội                       | Thành phần                                                                                       |             |
| ------------ | ------- | ------------------------- | ------------------------------------------------------------------------------------------------ | ----------- |
| Vòng sơ loại | 8       | 5 + 10 + 1 → 8            | (5 Hạng nhất Thái Lan 2016 10 Hạng nhì Thái Lan và 1 Cúp khác)                                   |             |
| Vòng 1       | 32      | 8 + 2 + 26 + 10 + 18 → 32 | (18 Ngoại hạng Thái Lan 2016 10 Hạng nhất Thái Lan 2016 26 Hạng nhì Thái Lan 2016 và 2 Cúp khác) |             |
| Vòng 2       | 16      | 32 → 16                   |                                                                                                  |             |
| Vòng 3       | 8       | 16 → 8                    |                                                                                                  |             |
| Vòng tứ kết  | 4       | 8 → 4                     |                                                                                                  |             |
| Vòng bán kết | 2       | 4 → 2                     |                                                                                                  |             |
| Chung kết    | 1       | 2 → 1                     |                                                                                                  |             |
| Total        | Total   | Total                     | Total                                                                                            | 72 Đội bóng |

## Tham gia giải đấu cao hơn

### AFC Champions League
Đội giành Cúp FA Thái Lan sẽ thi đấu trận play-off của vòng loại thứ 2 giải bóng đá AFC Champions League mùa tiếp theo.

### Kor Royal Cup
Đội vô địch cũng giành quyền tham dự trận tranh Kor Royal Cup diễn ra trước khi khai mạc mùa bóng tiếp theo với đối thủ là đội vô địch giải ngoại hạng Thái Lan hoặc đội nhì nếu đội giành Cúp FA cũng vô địch giải ngoại hạng cùng mùa bóng.

## Tài trợ
| Giai đoạn | Nhà tài trợ | Tên giải       |
| --------- | ----------- | -------------- |
| 2009–2014 | Thaicom     | Thaicom FA Cup |
| 2015–2020 | Chang       | Chang FA Cup   |